# Чапар
Чапар (азерб. Çapar) — село у Кельбаджарському районі Азербайджану. Село розташоване за 44 км на захід від міста Мартакерта, за декілька кілометрів північніше траси Мартакерт — Карвачар/Варденіс, поруч з селами Ґетаван, Зардахач та села Чаректар Шаумянівського району.

## Пам'ятки
В селі розташоване селище «Хін Чапар» 17-19 ст., церква «Кармір карі ванк» 12-13 ст., каплиця «Сорпен дуз» 1273 р., цвинтар 12-13 ст., хачкар 13 ст., фортеця Акаракаберд 9-13 ст., святиня «Оджах» (Очаг) — середньовіччя.